# 颱風凱莎娜 (2009年)
颱風凱薩娜（菲律賓大氣地理天文部門：Ondoy，國際編號：0916，JTWC：17W）為2009年太平洋颱風季第16個被命名的熱帶氣旋。「凱薩娜」是老撾提供的西北太平洋熱帶氣旋名字，2000年開始生效，2003年首次使用，當時的颱風凱薩娜在西北太平洋形成及發展，期間並無登陸及影響任何國家。凱薩娜是老撾的一種沉香樹木的名稱。
由於颱風凱薩娜為越南和菲律賓創下近2000人的嚴重死傷和失蹤人數，而且影響範圍遍及多個國家和地區，故世界氣象組織颱風委員會於2010年決定把「凱薩娜」除名，於2011年由「薔琵」取代。

## 發展過程
在2009年9月23日，日本氣象廳報告熱帶低氣壓已形成，約860公里（535英里）的西北帕勞。日本氣象廳隨後當天晚些時候報導，已減弱為一個低壓區。然而，在9月24日菲律賓大氣地球物理和天文管理局報告，該低壓區已成為一個熱帶低氣壓，並命名為Ondoy。9月25日聯合颱風警報中心在早上將熱帶低氣壓命名為17W，位於菲律賓馬尼拉約400英里的東面。9月26日日本氣象廳為凱莎娜分配國際名稱0916。菲律賓大氣地球物理和天文管理局報導，凱薩娜已在北呂宋登陸，在菲律賓附近的邊界Aurora和Quezon。但由於凱薩娜進入南中國海並繼續加強，所以日本氣象廳將凱莎娜升格為強烈熱帶風暴。在9月28日早上增強為一颱風。在9月29日早上增強至二級颱風，在同日21時30分，日本氣象廳將凱薩娜降格為強烈熱帶風暴。凱薩娜於10月1日凌晨在老撾及泰國交界減弱為低壓區。

## 影響

### 菲律賓
當地發出之最高風暴信號：一號風暴信號（奧羅拉省、奎松省北部、北甘馬粦省、南甘馬粦省、卡坦端內斯省）
凱薩娜吹襲菲律賓期間，暴雨導致首都馬尼拉42年來最嚴重的洪災，截至當地時間10月22日6時，已證實的死亡人數急增至最少464人，大部分是浸死、觸電或在山泥傾瀉中遇難，失蹤人數則下降至37人，超過2萬6千間房屋夷為平地，17萬人無家可歸，分別安置在379個避風中心，總受災人口則為434萬，菲律賓軍方則呼籲國際社會提供緊急人道援助。馬尼拉在短短6小時內，降雨達341毫米，是自從1967年以來的最大降雨量。暴雨引致嚴重水浸，部分地區停電，不少人被洪水圍困，滯留在屋頂上。當局宣布，首都馬尼拉及25個省成為災區。死者大多數居住在黎剎省，至少一個城鎮完全被洪水淹沒。

### 香港
當地發出之最高熱帶氣旋警告信號： 一號戒備信號
9月27日，香港開始受凱薩娜影響，東部海岸出現俗稱「瘋狗浪」的湧浪。上午11時許，天文台尚未發出熱帶氣旋警告信號，面向太平洋的大浪西灣海面風勢漸強，海面已不時翻起白頭浪，大浪拍擊泳灘，10餘名露營青年下水游泳，時值潮退，各人游至離岸40米處，突然一個2米高瘋狗浪打來，4人未及走避遭浪濤淹沒，其中一名19歲青年遭巨浪捲走失蹤，同日晚上10時15分香港天文台發出一號戒備信號，當時凱薩娜集結在香港以南約730公里，時速約20公里，向西橫過南海北部。凱薩娜在9月28日凌晨2時最接近香港，在香港之西南偏南約720公里掠過。同日上午9時許，政府飛行服務隊在大浪西灣對開一石灘發現一具男屍，證實為該失蹤青年。下午5時，天文台表示颱風凱薩娜正遠離香港，會考慮取消所有熱帶氣旋警告信號。最終天文台於晚上7時15分取消所有熱帶氣旋警告信號。凱薩娜於9月28日至29日曾進入「奎明範圍」，東北季候風及與凱薩娜龐大環流相關的海洋氣流在南海北部形成類似鋒面的雨帶，為香港帶來超過80毫米的雨量紀錄。

### 澳門
當地懸掛之最高熱帶氣旋信號： 三號風球
9月27日，澳門氣象局在22時15分懸掛一號風球。  9月28日早上11時，凱薩娜在本澳以南約 710 公里增強成為颱風，氣象局於9月28日下午1時30分改掛三號風球，預料三號風球將維持一段時間及改掛八號風球機會不大，氣象局表示，颱風凱薩娜正與冬季季候風共同影響華南沿岸，澳門風力將增強，預料28、29兩日天氣有驟雨，雨勢頗大，或有雷暴。一小時後氣象局預計，若颱風凱薩娜繼續按現時途徑移動，澳門將不會改掛較高風球。在9月29日4時，凱薩娜位於澳門西南約800公里，氣象局隨即將所有風球除下。

#### 雨量
| 氣象站         | 信號懸掛期間總雨量(毫米) |
| -------------- | ------------------------ |
| 大潭山         | 26.2                     |
| 嘉樂庇總督大橋 |                          |
| 友誼大穚(南)   |                          |
| 西灣大橋       |                          |
| 大砲台山       | 26.8                     |
| 孫逸仙紀念公園 | 28.8                     |
| 九澳           | 39.4                     |
| 污水處理廠     | 26.6                     |
| 海事博物館     | 28.0                     |

### 中國大陸
當地發出之最高颱風預警信號： 颱風黃色預警信號（海南岛保亭、乐东、陵水、三亚、琼海、万宁）
海南岛保亭至萬寧一帶共6市縣發佈黃颱預警，全省另有9個市縣維持藍颱預警風暴導致海南廣泛地區降暴雨，海面吹7至9級大風，2萬多艘漁船回港避風。三亞鳳凰國際機場及海口美蘭國際機場亦有多班航機取消，而瓊州海峽繼續停航，列車停駛，大批旅客滯留，三亞沿海有兩米多高海浪，旅遊景點全部關閉；廣東省方面，截至28日19時30分，共6市縣發出藍颱預警，另10市縣發佈白颱預警。

### 越南
當地發出之最高風暴信號：九號風暴信號

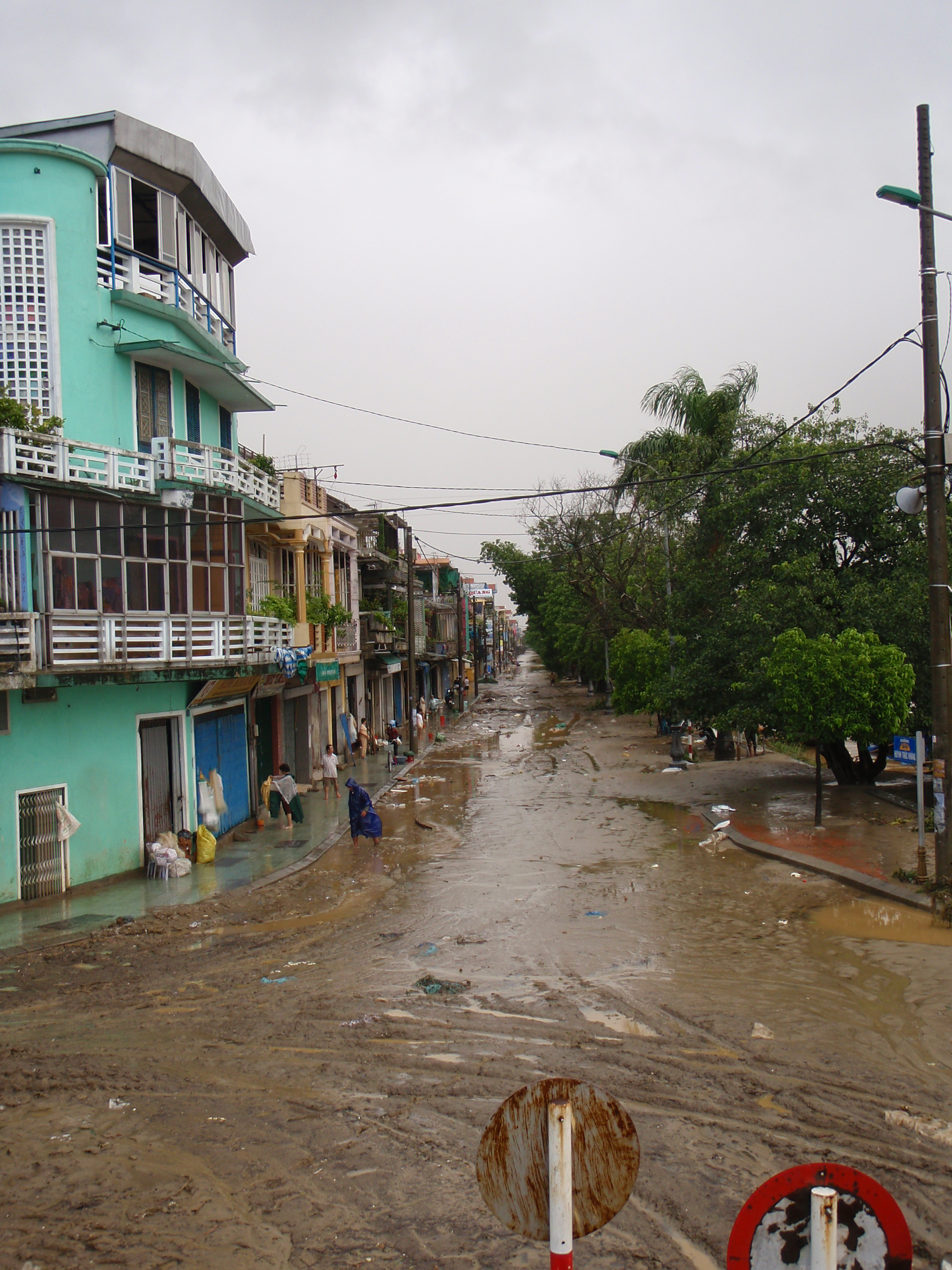
凱薩娜引致的洪水退卻後，越南順化市滿街泥濘。

9月27日，越南國家水文氣象預報中心為中部地區發出九號颱風信號。由於颱風凱薩娜逐步逼近越南中部，當地天氣顯著轉壞，中部6個省份共17萬人需緊急疏散。大部份漁船回港避風，廣泛地區停電，大量樹木及電線杆倒塌，部份學校關閉，越南航空取消所有來往旅遊熱點峴港及古都順化的航班。29日下午，凱薩娜登陸越南中部海岸，當地有狂風暴雨，觸發山泥傾瀉，163人在風暴中喪生，另17人失蹤。在同日20時，颱風凱薩娜集結在峴港以南約80公里，預料向西移動，時速約10公里，移入內陸，並逐漸減弱。

### 老撾
9月30日，凱薩娜移至老撾南端，導致附近及中部省份嚴重水浸，其中沙拉灣省水深及膝。沙灣拿吉省因位處凱薩娜路徑及湄公河流域之內，因此水浸情況特別嚴重。在占巴塞省，部份民眾走到屋頂上躲避。老撾全國均受大雨及不同程度的水浸影響，最少26人身亡。然而，由於老撾為低度開發及貧窮國家之一，若當地政府不妥善處理救災工作，全國可能因而出現饑荒或疫症問題。

### 柬埔寨
雖然凱薩娜的中心並沒有進入柬埔寨境內，只在老撾南部掠過，並迅速減弱，但其暴風圈及環流較大，柬埔寨受其烈風及強雨帶影響，中部的磅同省受災較為嚴重，最少證實9人死亡、東北部亦有2人不治，至10月15日21時，全國總罹難人數增至18人，數十間房屋被毀。在9月30日20時，位於中南半島的熱帶低氣壓凱薩娜集結在泰國曼谷之東北偏東約580公里，預料向西緩慢移動，並逐漸減弱。

### 泰國
當地發佈之警報：熱帶氣旋防範警報
早於9月27日，泰國氣象局已向全國18個府（多數為東部及北部），發出防範強烈熱帶風暴凱薩娜的警報。當時氣象局預計，凱薩娜會於9月30日至10月3日影響泰國。泰國北部多個府或有暴雨，可能引發洪水。凱薩娜登陸越南及橫過老撾後，減弱為熱帶低氣壓並繼續向西移動，9月30日進入泰國東北部，強風暴雨導致南部近百間房屋倒塌，但未有傷亡報告。凱薩娜的中心位於東北部烏汶府地區，大雨引發的洪水淹沒多條道路，當局提醒低窪地區民眾防範。

## 外部連結
- （英文）https://web.archive.org/web/20090826230250/http://metocph.nmci.navy.mil/jtwc.php 聯合颱風警報中心
- （英文）http://www.jma.go.jp/jma/indexe.html （页面存档备份，存于） 日本氣象廳
- （繁體中文）http://www.cwb.gov.tw （页面存档备份，存于） 中華民國交通部中央氣象局
- （中文）http://www.hko.gov.hk （页面存档备份，存于） 香港天文台
- （繁體中文）http://www.smg.gov.mo （页面存档备份，存于） 澳門地球物理暨氣象局
- （英文）http://www.pagasa.dost.gov.ph/ （页面存档备份，存于） 菲律賓大氣地球物理和天文管理局
- （简体中文）https://web.archive.org/web/20100107062811/http://www.grmc.gov.cn/ 中國廣東省氣象局
- （简体中文）https://web.archive.org/web/20091003175729/http://mb.hainan.gov.cn/ 中國海南省氣象局
- （英文）https://web.archive.org/web/20090831103316/http://www.nchmf.gov.vn/website/en-US/43/Default.aspx 越南國家水文氣象預報中心
- （英文）http://www.tmd.go.th/en/index.php （页面存档备份，存于） 泰國氣象局

## 熱帶氣旋警告使用記錄

### 香港
| 香港天文台 熱帶氣旋警告信號 | 香港天文台 熱帶氣旋警告信號 | 香港天文台 熱帶氣旋警告信號 |
| --------------------------- | --------------------------- | --------------------------- |
| 上一熱帶氣旋                | 一號戒備信號                | 下一熱帶氣旋                |
| 颱風巨爵                    | 一號戒備信號                | 颱風康森                    |

### 澳門
| 地球物理暨氣象局 熱帶氣旋信號 | 地球物理暨氣象局 熱帶氣旋信號 | 地球物理暨氣象局 熱帶氣旋信號 |
| ----------------------------- | ----------------------------- | ----------------------------- |
| 上一熱帶氣旋                  | 一號風球                      | 下一熱帶氣旋                  |
| 颱風巨爵                      | 一號風球                      | 颱風康森                      |
| 颱風巨爵                      | 三號風球                      | 颱風燦都                      |